# 久須部渓谷

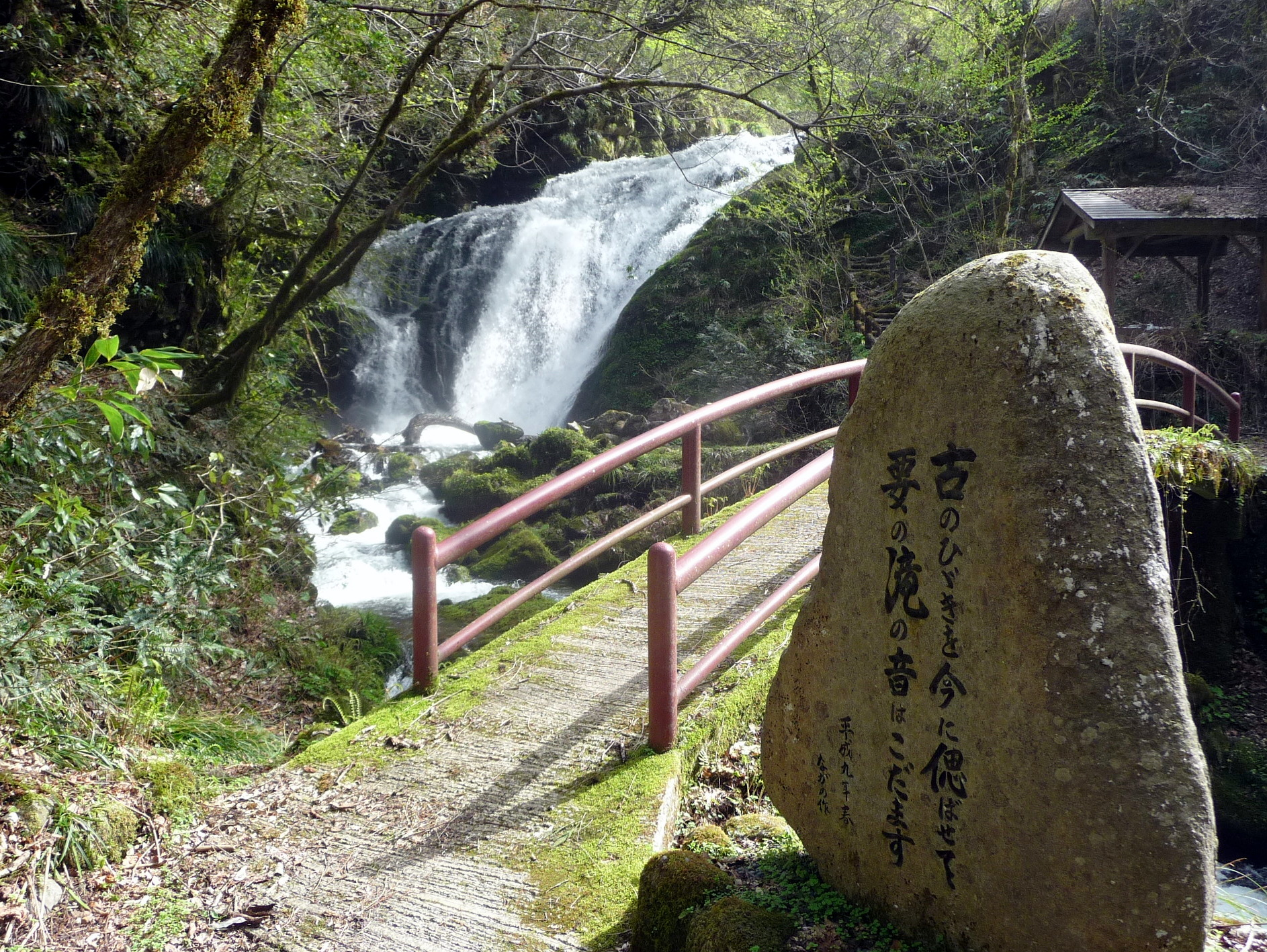
春の久須部渓谷　要滝（かなめのたき）

久須部渓谷（くすべけいこく）は兵庫県美方郡香美町小代区久須部にある渓谷。氷ノ山後山那岐山国定公園に属する。

## 地理
日本海に注ぐ矢田川の源流のひとつで、久須部川上流に位置しており「要の滝」や「三段の滝」など数多くの滝がある。さらに上流部の吉滝（兵庫県美方郡香美町小代区鍛冶屋）とともに山陰海岸ジオパークの「久須部渓谷ジオサイト」を構成する。
矢田川との合流部あたりまで滑らかな凝灰岩の川床（久須部川の滑床）となっており、夏には川遊びの場となっている。

## 見どころ
- 要の滝（かなめのたき）[2] - 落差10m
- 三段の滝（さんだんのたき）[2]
- 鈴滝（すずたき）[2]
- 荒滝（あらたき）[2]

## 所在地
- 兵庫県美方郡香美町小代区久須部
- 兵庫県美方郡香美町小代区大谷
- 兵庫県美方郡香美町小代区佐坊
- 兵庫県美方郡香美町小代区鍛冶屋

## 交通アクセス
- JR山陰本線 八鹿駅から全但バス「秋岡」行き乗車、「小代大谷」下車 徒歩

## 周辺情報
- 小代区
- ふれあい温泉おじろん（小代温泉）
- おじろスキー場
- 但馬牛
- 鉢伏山
- 小代渓谷
- 熊波渓谷
- うへ山の棚田（日本の棚田百選）
- 西ヶ岡の棚田（日本の棚田百選）
- 長楽寺（但馬大仏）